# 兰日斯
兰日斯（法語：Rungis，法語發音：[ʁœ̃ʒis] ⓘ）是法国法兰西岛大区马恩河谷省的一个市镇，位于巴黎市区南部，属于拉伊莱罗斯区。

## 地理
兰日斯（48°44'54"N, 2°20'59"E）面积4.2 平方千米，位于法国法蘭西島大區马恩河谷省，该省份为法国北部内陆省份，毗邻巴黎。
与兰日斯接壤的市镇（或旧市镇、城区）包括：舍维伊拉吕、维苏、帕赖维埃耶波斯特、蒂艾、弗雷讷。

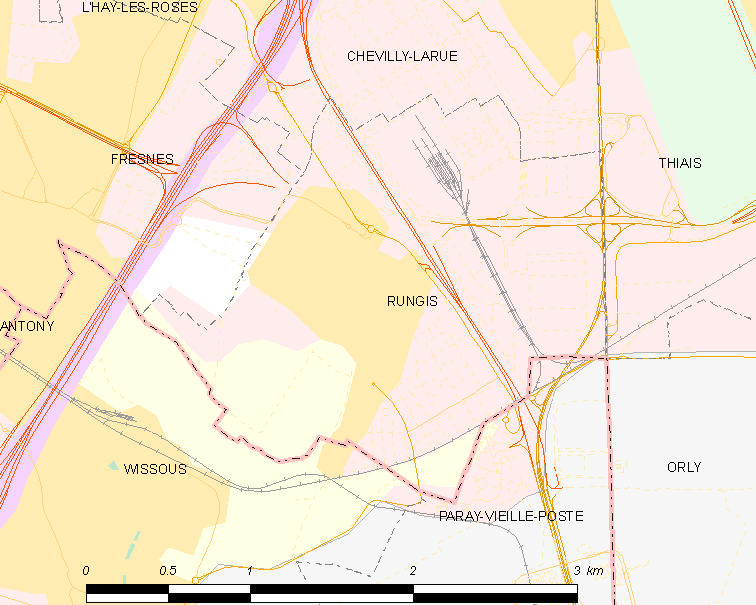
兰日斯的OSM定位图

兰日斯的时区为UTC+01:00、UTC+02:00（夏令时）。

## 行政
兰日斯的邮政编码为94150，INSEE市镇编码为94065。

## 政治
兰日斯所属的省级选区为蒂艾县。

## 人口

1962-2008年间兰日斯人口变化图示

兰日斯于2022年1月1日时的人口数量为5669人。